# Aeolotrocha
Aeolotrocha là một chi bướm đêm thuộc họ Gelechiidae.